# 滑距骨目
滑距骨目（学名：Litopterna）是一類已滅絕的有蹄類，生存於第三紀。牠們普遍有三趾，其中有一種單趾像馬的形態。
滑距骨目在早期的南美洲動物群中很普遍及多樣化，但其多樣性不斷減少，最終只可延續到更新世。早期的形態很像踝節目，甚至可以當作是存活及多樣專門化的踝節目。有指牠們的祖先可能就是南美洲的踝節目，但是不斷有科學家提出牠們的起源是完全與其他有蹄類獨立的，所以與踝節目並沒有關係。這些科學家提出了一個新的分支，稱為南蹄目。長頸駝是最年輕的滑距骨目成員，且是唯一的成員能於南北美洲生物大遷徙中生存下來的，牠們最終於更新世滅絕。
滑距骨目像南方有蹄目及焦獸目般，是獨立在南美洲演化的有蹄類哺乳動物。在與岡瓦那大陸分裂後，南美洲像澳洲般與其他的大洲分隔。在這段時間，南美洲獨有的哺乳動物進行演化，並補充了像其他地方的哺乳動物的生態位。滑距骨目像勞亞獸總目的馬及駱駝般是草食性的動物。

## 外部連結
- 長頸駝的重組圖 （页面存档备份，存于）